# Rapture of the Deep
Rapture of the Deep osamnaesti je studijski album britanskog hard rock sastava Deep Purple, kojeg u Americi 2005. godine objavljuje diskografska kuća 'Eagle Records',  a u Velikoj Britaniji 'Edel'.
Ovo je četvrti studijski album na kojemu sudjeluje gitarista Steve Morse, od kako je pristupio u sastav 1994. godine. Također je i drugi album na kojemu klavijature svira Don Airey. Produkciju na materijalu radio je Mike Bradford, kao i na prethodnom Deep Purplevom albumu Bananas. Isto kao i prethodni album Rapture of the Deep dobio je vrlo pozitivne odgovore od glazbenih kritičara i svojih obožavatelja. Ovo je prvi album kojeg izdavačka kuća 'Edel Records' objavljuje za cijeli svijet (osim izuzetkom Sjedinjenih Država u kojoj album objavljuje diskografska kuća 'Edel', koja je partner od izdavača 'Eagle Recordsa').
Album se našao na #43 'Billboardove' Top ljestvice albuma. To je prvi Purplov album nakon 1993. godine i objavljenog albuma The Battle Rages On, koji se našao na top ljestvici. Značaj uspjeh postiže u Europi, gdje se u nekoliko zemalja našao na Top 20 ljestvica. Ian Gillan je izjavio da je Rapture of the Deep zabilježio najbolju prodaju od 1984. godine i albuma Perfect Strangers.

## Popis pjesama
Sve pjesme napisali su Ian Gillan, Steve Morse, Roger Glover, Don Airey i Ian Paice, osim gdje je drugačije naznačeno.
1. "Money Talks" – 5:32
2. "Girls Like That" – 4:02
3. "Wrong Man" – 4:53
4. "Rapture of the Deep" – 5:55
5. "Clearly Quite Absurd" – 5:25
6. "Don't Let Go" – 4:33
7. "Back to Back" – 4:04
8. "Kiss Tomorrow Goodbye" – 4:19
9. "MTV" (limited edition bonus track) – 4:56
10. "Junkyard Blues" – 5:33
11. "Before Time Began" – 6:30

### Specijalno izdanje s turneje na 2 CD-a (2006.)
CD 1 (Komplet studijski album)
1. "Money Talks" – 5:32
2. "Girls Like That" – 4:02
3. "Wrong Man" – 4:53
4. "Rapture of the Deep" – 5:55
5. "Clearly Quite Absurd" – 5:25
6. "Don't Let Go" – 4:33
7. "Back to Back" – 4:04
8. "Kiss Tomorrow Goodbye" – 4:19
9. "MTV" (limited edition bonus track) – 4:56
10. "Junkyard Blues" – 5:33
11. "Before Time Began" – 6:30

CD 2 (Bonus materijal: remiks, instrumentalne studijske verzije, uživo snimke)
Uživo snimke snimljene 10. listopada 2005., 'London's Hard Rock Cafe'
1. "Clearly Quite Absurd" (Nova verzija)
2. "Things I Never Said" (originalo CD izdanje samo za Japansko tržište)
3. "The Well-Dressed Guitar" (Instrumental preuzet s "Bananas" sjednice)
  - Originalno napisano od Morsea, a nanovo obrađeno od Gillana, Morsea, Glovera, Aireya Paicea.
4. "Rapture of the Deep (Uživo)"
5. "Wrong Man (Uživo)"
6. "Highway Star (Uživo)" (Gillan, Ritchie Blackmore, Glover, Paice)
  - Originalno napisano od Gillana, Blackmorea, Glovera, Jon Lorda i Paicea, a nanovo obrađeno samo od Gillana, Blackmorea, Glovera i Paicea.
7. "Smoke on the Water (Uživo)" (Gillan, Blackmore, Glover, Paice)
  - Originalno napisano od Gillana, Blackmorea, Glovera, Jona Lorda i Paicea, a nanovo obrađeno samo od Gillana, Blackmorea, Glovera i Paicea.
8. "Perfect Strangers (Uživo)"
  - Originalno napisano od Gillana, Blackmorea i Glovera, a nanovo obrađeno od Gillana, Morsea, Glovera, Aireya i Paicea.

## Top ljestvice
- UK: #81

Rapture of the Deep postiže značajan uspjeh u Europi:
- Njemačka: #10
- Finska: #11
- Švicarska: #16
- Austrija: #20
- Švedska: #22
- Italija: #19
- Češka: #32
- Poljska: #40

## Izvođači
- Ian Gillan - vokal
- Steve Morse - gitara
- Don Airey - klavijature
- Roger Glover - bas-gitara
- Ian Paice - bubnjevi

### Produkcija
- Osnovne pjesame snimljene su u 'Bearsville Studios'  New York Cityu.
- Projekcija - Bill Kennedy: asistent projekcije - Mike Reiter. *Vokali i overdubs snimljeni su u 'Red Rooster Studios' (projekcija od Hansa Gemperlea) u Tutzing, Njemačka  'Greg Rike Studios' (projekcija od Jasona Corsaroa; asistent - Wally Walton i Darren Schneider) iz Orlando, Florida.
- Miks - Pat Regan zajedno s Rogerom Gloverom u 'Sound On Sound Recording' (projekcija od Pata Regana; asistenti - John Siket, Devin Emke i Peter Beckeman) u New Yorku i 'the Ambient Recording Company' (projekcija - Pata Regana; asistent - Mark Conese) u Connecticut. *Mastered - George Marino u 'Sterling Sound' u New Yorku.
- Producent - Thom Panunzio i Roger Glover

## Vanjske poveznice
- Discogs.com - Deep Purple - Rapture of the Deep